# سهره‌های پشت‌زیتونی
سهره‌های پشت‌زیتونی (نام علمی: Nesocharis)، یک سرده از پرندگان دانه‌خوار کوچک از خانواده سهرگان ریز است که در آفریقا یافت می‌شوند.

### گونه‌ها
این سرده دو گونه دارد.
| نگاره | نام علمی               | نام رایج            | پراکندگی                                                   |
| ----- | ---------------------- | ------------------- | ---------------------------------------------------------- |
|       | سهره پشت‌زیتونی یقه‌سفید | Nesocharis ansorgei | بوروندی، جمهوری دموکراتیک کنگو، رواندا، تانزانیا و اوگاندا |
|       | سهره پشت‌زیتونی شلی     | Nesocharis shelleyi | جزیره بیوکو، کامرون غربی و نیجریه مجاور                    |